# Lypha fumator
Lypha fumator är en tvåvingeart som först beskrevs av Henry J. Reinhard 1962.  Lypha fumator ingår i släktet Lypha och familjen parasitflugor.
Artens utbredningsområde är Arizona. Inga underarter finns listade i Catalogue of Life.